# Università degli Studi del Piemonte Orientale "Amedeo Avogadro"
L'Università degli Studi del Piemonte Orientale "Amedeo Avogadro" (UPO) è un'università statale italiana fondata nel 1998. La sua struttura è tripolare, poiché le attività didattiche si dividono tra le città di Alessandria, Novara e Vercelli. Alcune attività didattiche vengono offerte anche ad Alba, Asti, Biella, Fossano, Tortona e Verbania.

## Storia
Dal 1228 Vercelli aveva ospitato una università, fondata con un'apposita charta studi firmata il 4 aprile 1228 a Padova da due delegati del Comune di Vercelli, Alberto Bondono e Guglielmo Ferrario. Il Comune, a supporto del nascente Studium, mise a disposizione degli studenti (o meglio degli scolari) cinquecento alloggi, quattordici maestri, due bidelli e due exemplatores.
L'esperienza universitaria vercellese conoscerà durante la sua storia alti e bassi, in apparenza, data la scarsità delle fonti documentali, caratterizzabili in tre fasi: la prima, le origini, andrebbe dal 1228 e i primi anni quaranta del secolo XIII; la seconda si collocherebbe negli anni sessanta dello stesso secolo; l'ultimo, nel triennio 1338-41.
La storia moderna dell'Università del Piemonte Orientale inizia quando un'iniziativa congiunta partita dall'ospedale maggiore di Vercelli e dalla facoltà di medicina e chirurgia dell'Università di Torino consentì l'attivazione di corsi universitari paralleli presso le sedi di Vercelli e, poco dopo, di Novara. Il Senato Accademico deliberò la materia il 19 dicembre 1969 e il 30 novembre dell'anno accademico successivo (1970-1971) iniziarono i primi corsi. L'esperienza vercellese non durò molto, ma fu utile, se non determinante, per promuovere in seno all'università torinese l'idea di creare un nuovo ateneo.
Alla metà del 1980 furono attivati i corsi della Facoltà torinese di economia e commercio a Novara; e pochi anni dopo, nel 1987-1988 ad Alessandria iniziarono i corsi di giurisprudenza, di scienze matematiche, fisiche e naturali e di scienze politiche. Nel frattempo a Vercelli negli anni 1989-1990 iniziarono i corsi della Facoltà di Lettere e Filosofia. Nel piano quadriennale 1986-1990 dell'Università di Torino nasce il termine "Piemonte Orientale", ad identificare il nascente progetto di sviluppo delle facoltà di Alessandria, Novara e Vercelli. Nel 1992, vengono create le cosiddette "seconde facoltà": Scienze matematiche, fisiche e naturali e Scienze politiche ad Alessandria, Medicina e Chirurgia a Novara, Lettere e filosofia a Vercelli. L'anno accademico successivo, fu la volta di Giurisprudenza ad Alessandria ed infine, verso la metà degli anni novanta, si assistette all'apertura della Facoltà di economia a Novara.
La nascita ufficiale dell'Università degli Studi del Piemonte Orientale "Amedeo Avogadro", dopo un periodo di attività didattica sotto l'egida dell'Università di Torino, si data al 30 luglio 1998, quando venne firmato il decreto istitutivo. Lo Statuto dell'Università è stato pubblicato sulla Gazzetta Ufficiale il 4 gennaio 2002.

## Strutture

### Dipartimenti

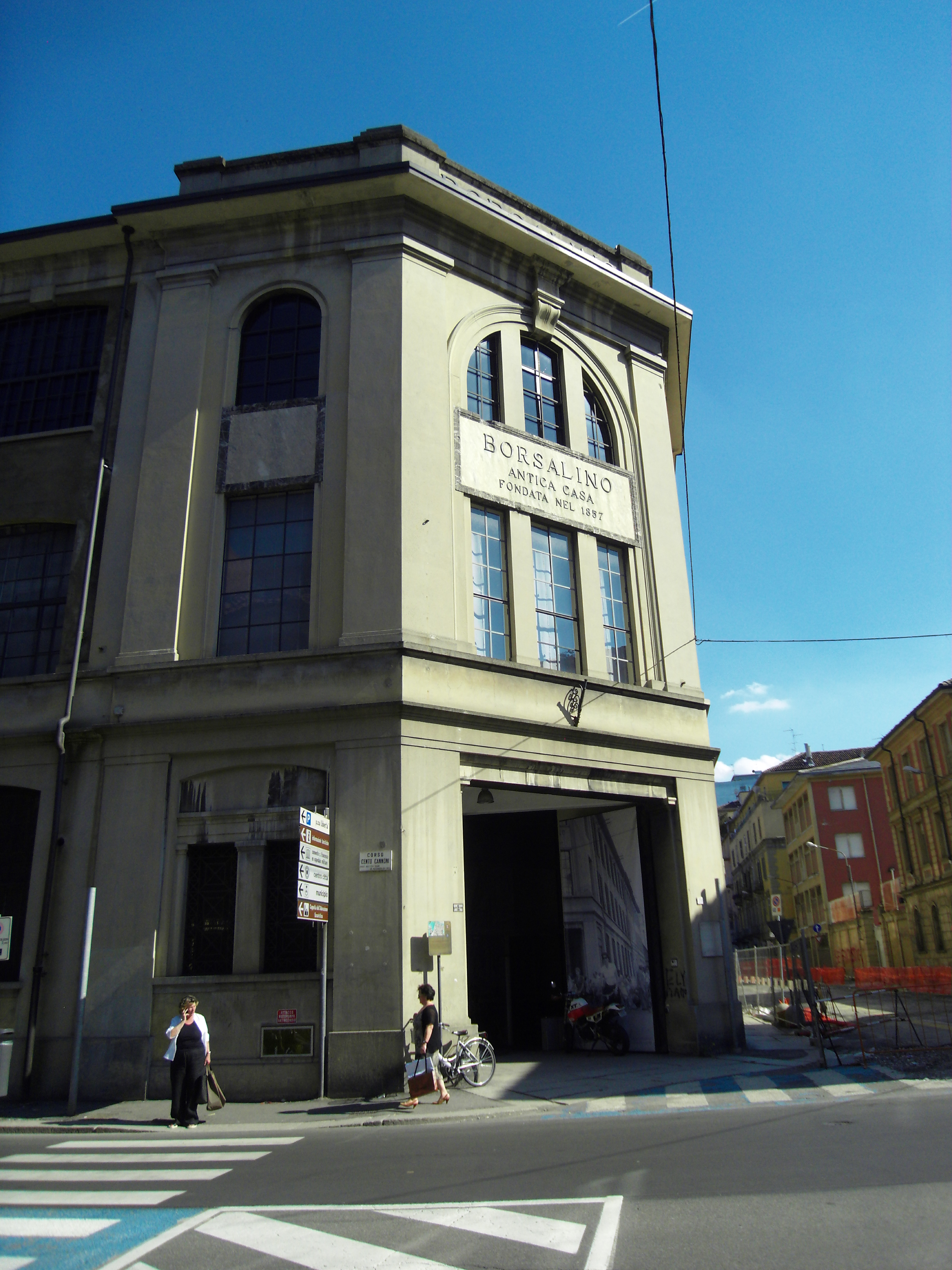
Palazzo Borsalino, sede dell'UPO ad Alessandria

L'Ateneo, adattandosi alla riforma dell'università prevista dalla legge n. 240/2010, ha modificato la propria struttura organizzativa mediante l'istituzione dei dipartimenti. Gli otto dipartimenti, attivati a partire dal 1º gennaio 2012, sono dislocati presso le tre sedi come segue:
- Dipartimento di Giurisprudenza e Scienze Politiche, Economiche e Sociali – Alessandria
- Dipartimento di Scienze e Innovazione Tecnologica – Alessandria
- Dipartimento di Medicina Traslazionale – Novara
- Dipartimento di Scienze del Farmaco – Novara
- Dipartimento di Scienze della Salute – Novara
- Dipartimento di Studi per l'Economia e l'Impresa – Novara
- Dipartimento di Studi Umanistici – Vercelli
- Dipartimento per lo Sviluppo Sostenibile e la Transizione Ecologica – Vercelli

### Scuola di medicina
Presso la sede di Novara è attivata la Scuola di medicina, che ha l'obiettivo di coordinare l'attività didattica e di ricerca svolta dai dipartimenti di Scienze della Salute e di Medicina Traslazionale. Le sedi didattiche sono ospitate nel campus di Novara (presso la ex caserma Perrone e l'ex Istituto Salesiano) e nel campus di Alessandria (presso il polo di viale Michel), inoltre sono attive collaborazioni con l'Ospedale Maggiore di Novara e con l'Azienda ospedaliera Santi Antonio e Biagio e Cesare Arrigo di Alessandria.

### Centri interdipartimentali
È attivo il Centro di Ricerca Interdipartimentale in Medicina di Emergenza e dei Disastri e Informatica applicata alla didattica e alla pratica Medica 'CRIMEDIM'.

## Rettori
- Ilario Viano (1998-2004)
- Paolo Garbarino (2004-2012)
- Cesare Emanuel (2012-2018)
- Gian Carlo Avanzi[17][18] (2018-2024)
- Menico Rizzi (dal 2024)

## Logo
Inizialmente il logo era costituito da due elementi: il busto di Amedeo Avogadro e la denominazione "Università degli Studi del Piemonte Orientale Amedeo Avogadro"; il tutto composto in un rettangolo verticale dalle tonalità bluastre.
Nel 2014 il logo viene rinnovato completamente e sparisce il riferimento ad Amedeo Avogadro. Il simbolo si trasforma nell'acronimo UPO, di colore rosso, e all'interno della lettera O è presente il Piemonte stilizzato con la sua porzione orientale evidenziata.